# Нисио (княжество)

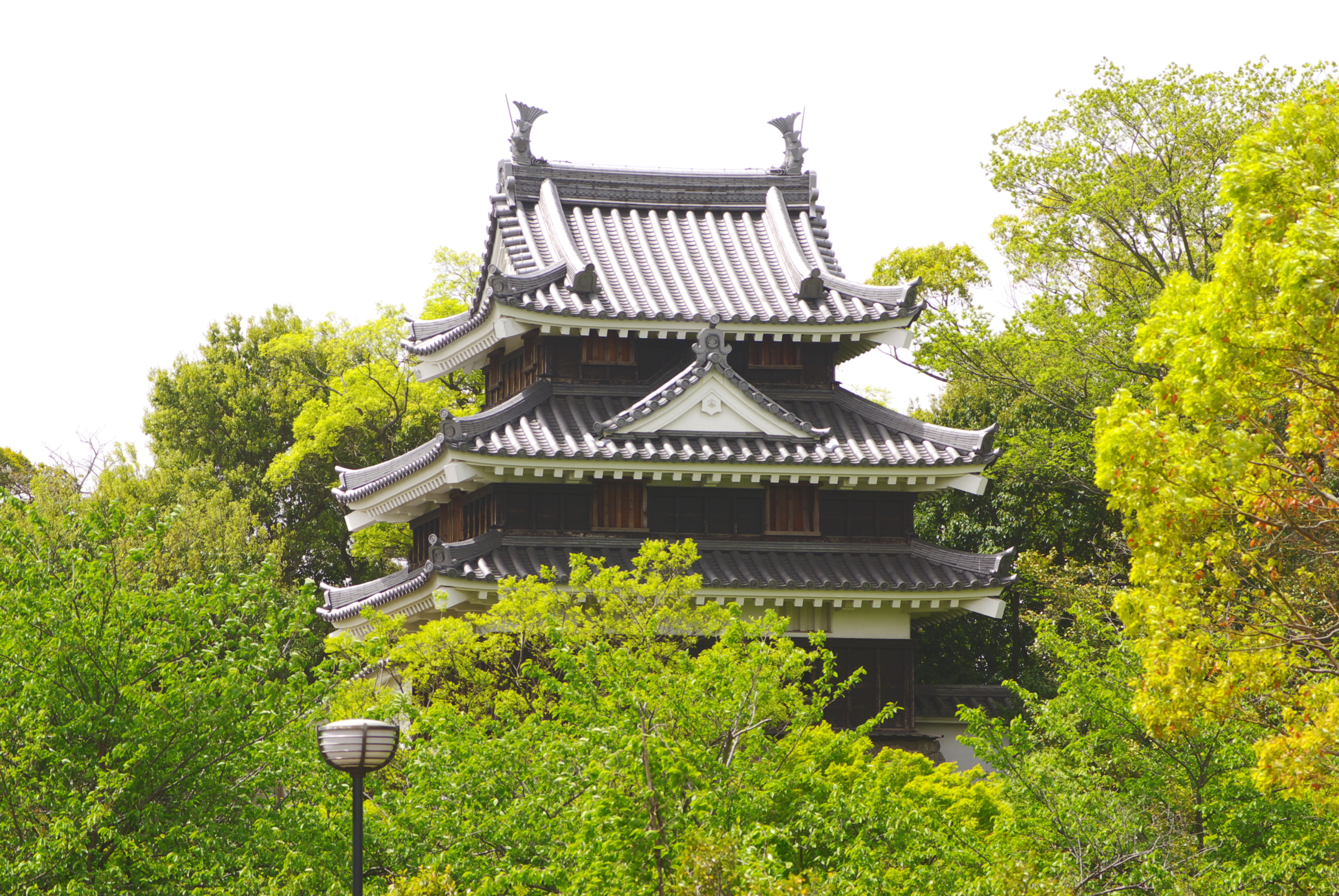
Реконструированная башня в замке Нисио

Княжество Нисио (яп. 西尾藩  Нисио-хан) — феодальное княжество (хан) в Японии периода Эдо (1601—1871), в провинции Микава региона Токайдо на острове Хонсю (современная префектура Айти).

## История княжества
Административным центром княжества являлся замок Нисио (в нынешнем городе Нисио, префектура Айти).
Доход хана:
- 1601-1621 годы — 20 000 коку риса
- 1621-1636 годы — 35 000 коку
- 1638-1644 годы — 15-35 000 коку риса
- 1645-1659 годы — 35 000 коку
- 1659-1663 годы — 20 000 коку риса
- 1663-1764 годы — 23 000 коку
- 1764-1871 годы — 60 000 коку риса

Когда Токугава Иэясу добился независимости от рода Имагава, он основал замок Нисио в провинции Микава и назначил его управляющим своего верного вассала Сакаи Масатику, который стал первым каштеляном замка. После битвы при Сэкигахара Токугава Иэясу перевёл род Сакаи на более прибыльные земли в западной части Японии и назначил первым правителем Нисио-хана Хонду Ясутоси (1570—1622). В 1617 году Хонда Ясутоси был переведён в княжество Дзэдзэ (провинция Оми).
В 1617—1621 годах доменом владел Мацудайра Нарисигэ (1594—1633), ранее правивший в княжестве Итабаси. В 1621 году Мацудайра Нарисигэ был переведён из замка Нисио в княжестве Камэяма (провинция Тамба)
В 1621 году в Нисио-хан был переведён Хонда Тосицугу (1595—1668), ранее правивший в княжестве Дзэдзэ (провинция Оми). В 1636 году его перевели в княжество Исэ Камэяма (провинция Исэ).
В 1636—1638, 1644—1645 годах Нисио-хан находился под прямым управлением сёгуната Токугава.
В 1638—1644 годах княжеством владел Ота Сукэмунэ (1600—1680), ранее правивший в Ямакава-хане (провинция Симоцукэ). В 1644 году Ота Сукэмунэ получил во владение Хамамацу-хан в провинции Тотоми.
В 1645 году Нисио-хан получил во владение Ии Наоёси (1618—1672), бывший правитель княжества Аннака (провинция Кодзукэ). В 1659 году он был переведён в княжество Какэгава (провинция Тотоми).
В том же 1659 году в замок Нисио был переведен Масияма Масатоси (1623—1662), которому в 1662 году наследовал приёмный сын Масияма Масамицу (1653—1704). В 1663 году Масияма Масамицу получил во владение княжество Симодатэ в провинции Хитати.
В 1663—1747 годах княжеством Нисио владел род Дои. В 1663 году в Нисио-хан был переведён Дои Тосинага (1631—1696), ранее владевший Асикага-ханом в провинции Симоцукэ. Его потомки владели доменом до 1747 года, когда 4-й даймё Дои Тосинобу (1728—1771) был переведён в княжество Кария (провинция Микава).
В 1747 году в замок Нисио из Кария-хана был переведён Миура Ёсисато (1696—1756). В 1756 году ему наследовал племянник Миура Акицугу (1726—1798), который в 1764 году был переведён в княжество Мимасака Карияма (провинция Мимасака).
В 1764—1871 годах Нисио-хан принадлежал роду Мацудайра (ветви Огю), одной из боковых линий династии Токугава. В 1764 году в замок Нисио был переведён Мацудайра Норисукэ (1715—1769), бывший правитель княжества Ямагата (провинция Дэва). Его потомки владели княжеством вплоть до Реставрации Мэйдзи. Последний (5-й) даймё Мацудайра Норицунэ (1862—1871) участвовал во второй карательной экспедиции бакуфу против княжестве Тёсю (1865—1866), затем он участвовал в защите Осаки и Киото. Во время его правления в княжестве произошёл раскол между фракциями, выступавшими в поддержку и против сёгуната Токугава. Во время Войны Босин в 1868 году многие младшие самураи перешли на сторону императора Мэёдзи, и даймё Мацудайра Норицунэ вынужден подчиниться императорскому правительству.
Нисио-хан был ликвидирован в июле 1871 года. Первоначально княжество было переименовано в префектуру Нисио, которая позднее стала частью префектуры Нуката, которая в 1872 году стала частью префектуры Айти.

## Правители княжества
- Род Хонда, 1601—1617 (фудай-даймё)

| № | Имя           | Имя       | Годы правления | Годы жизни  | Примечания                                         |
| - | ------------- | --------- | -------------- | ----------- | -------------------------------------------------- |
| 1 | Хонда Ясутоси | 本多 康俊 | 1632 — 1639    | 1569 — 1621 | Второй сын Сакаи Тадацугуусыновлён Хондой Тадацугу |

- Род Мацудайра (ветвь Огю), 1617—1621 (фудай-даймё)

| № | Имя                | Имя       | Годы правления | Годы жизни  | Примечания                      |
| - | ------------------ | --------- | -------------- | ----------- | ------------------------------- |
| 1 | Мацудайра Нарисигэ | 松平 成重 | 1617 — 1621    | 1594 — 1633 | Старший сын Мацудайры Кадзунари |

- Род Хонда, 1621—1636 (фудай-даймё)

| № | Имя            | Имя       | Годы правления | Годы жизни  | Примечания               |
| - | -------------- | --------- | -------------- | ----------- | ------------------------ |
| 1 | Хонда Тосицугу | 本多 俊次 | 1621 — 1636    | 1595 — 1668 | Второй сын Хонды Ясутоси |

- Род Ота, 1638—1644 (фудай-даймё)

| № | Имя          | Имя       | Годы правления | Годы жизни  | Примечания                          |
| - | ------------ | --------- | -------------- | ----------- | ----------------------------------- |
| 1 | Ота Сукэмунэ | 太田 資宗 | 1638 — 1644    | 1600 — 1680 | Второй сын Оты Сигэмасы (1561—1610) |

- Род Ии, 1645—1659 (фудай-даймё)

| № | Имя       | Имя       | Годы правления | Годы жизни  | Примечания             |
| - | --------- | --------- | -------------- | ----------- | ---------------------- |
| 1 | Ии Наоёси | 井伊 直好 | 1645 — 1659    | 1618 — 1672 | Старший сын Ии Наокацу |

- Род Масияма, 1659—1663 (фудай-даймё)

| № | Имя              | Имя      | Годы правления | Годы жизни  | Примечания                                     |
| - | ---------------- | -------- | -------------- | ----------- | ---------------------------------------------- |
| 1 | Масияма Масатоси | 増山正利 | 1659 — 1662    | 1623 — 1662 | Сын Аоки Тосинаги                              |
| 2 | Масияма Масамицу | 増山正弥 | 1662 — 1663    | 1653 — 1704 | Сын Насу Цукэмицу, усыновлён Масиямой Масатоси |

- Род Дои, 1663—1747 (фудай-даймё)

| № | Имя          | Имя       | Годы правления | Годы жизни  | Примечания                                  |
| - | ------------ | --------- | -------------- | ----------- | ------------------------------------------- |
| 1 | Дои Тосинага | 土井 利長 | 1663 — 1681    | 1631 — 1696 | Третий сын Дои Тосикацу                     |
| 2 | Дои Тосимото | 土井 利意 | 1681 — 1724    | 1664 — 1724 | Сын Инабы Масанори, усыновлён Дои Тосинагой |
| 3 | Дои Тосицунэ | 土井 利庸 | 1724 — 1734    | 1703 — 1734 | Из рода Миура, усыновлён Дои Тосимото       |
| 4 | Дои Тосинобу | 土井 利信 | 1734 — 1747    | 1728 — 1771 | Старший сын и преемник Дои Тосицунэ         |

- Род Миура, 1747—1764 (фудай-даймё)

| № | Имя           | Имя       | Годы правления | Годы жизни  | Примечания                                                     |
| - | ------------- | --------- | -------------- | ----------- | -------------------------------------------------------------- |
| 1 | Миура Ёсисато | 三浦 義理 | 1747 — 1756    | 1696 — 1756 | Четвертый сын Миуры Акихиро                                    |
| 2 | Миура Акицугу | 三浦明次  | 1756 — 1764    | 1726 — 1798 | Третий сын Миуры Акитаки, усыновлён своим дядей Миурой Ёсисато |

- Род Мацудайра (ветвь Огю), 1764—1871 (фудай-даймё)

| № | Имя                | Имя       | Годы правления | Годы жизни  | Примечания                       |
| - | ------------------ | --------- | -------------- | ----------- | -------------------------------- |
| 1 | Мацудайра Норисукэ | 松平 乗祐 | 1764 — 1769    | 1715 — 1769 | Второй сын Мацудайры Норисато    |
| 2 | Мацудайра Норисада | 松平乗完  | 1769 — 1793    | 1752 — 1793 | Четвертый сын Мацудайры Норисукэ |
| 3 | Мацудайра Норихиро | 松平 乗寛 | 1793 — 1839    | 1778 — 1839 | Старший сын Мацудайры Норисады   |
| 4 | Мацудайра Нориясу  | 松平 乗全 | 1839 — 1862    | 1795 — 1870 | Старший сын Мацудайры Норихиро   |
| 5 | Мацудайра Норицунэ | 松平 乗秩 | 1862 — 1871    | 1839 — 1873 | Младший сын Мацудайры Норихиро   |